# Trachelyichthys
Trachelyichthys är ett släkte av fiskar. Trachelyichthys ingår i familjen Auchenipteridae.
Kladogram enligt Catalogue of Life:
| Trachelyichthys | \| \| Trachelyichthys decaradiatus \| \| \| \| \| \| Trachelyichthys exilis \| \| \| \| |
|                 | \| \| Trachelyichthys decaradiatus \| \| \| \| \| \| Trachelyichthys exilis \| \| \| \| |
|                 | Ageneiosus                                                                              |
|                 |                                                                                         |
|                 | Asterophysus                                                                            |
|                 |                                                                                         |
|                 | Auchenipterichthys                                                                      |
|                 |                                                                                         |
|                 | Auchenipterus                                                                           |
|                 |                                                                                         |
|                 | Centromochlus                                                                           |
|                 |                                                                                         |
|                 | Entomocorus                                                                             |
|                 |                                                                                         |
|                 | Epapterus                                                                               |
|                 |                                                                                         |
|                 | Gelanoglanis                                                                            |
|                 |                                                                                         |
|                 | Glanidium                                                                               |
|                 |                                                                                         |
|                 | Liosomadoras                                                                            |
|                 |                                                                                         |
|                 | Pseudauchenipterus                                                                      |
|                 |                                                                                         |
|                 | Pseudepapterus                                                                          |
|                 |                                                                                         |
|                 | Pseudotatia                                                                             |
|                 |                                                                                         |
|                 | Tatia                                                                                   |
|                 |                                                                                         |
|                 | Tetranematichthys                                                                       |
|                 |                                                                                         |
|                 | Tocantinsia                                                                             |
|                 |                                                                                         |
|                 | Trachelyopterichthys                                                                    |
|                 |                                                                                         |
|                 | Trachelyopterus                                                                         |
|                 |                                                                                         |
|                 | Trachycorystes                                                                          |
|                 |                                                                                         |
|                 | Trachelyichthys decaradiatus                                                            |
|                 |                                                                                         |
|                 | Trachelyichthys exilis                                                                  |
|                 |                                                                                         |

|  | Trachelyichthys decaradiatus |
|  |                              |
|  | Trachelyichthys exilis       |
|  |                              |